# Jean l'Orphanotrophe
Jean l’Orphanotrophe (Ἰωάννης ὁ Ὀρφανοτρόφος) (né en Paphlagonie, mort le 13 mai 1043) est un eunuque et le frère aîné de l’Empereur byzantin Michel IV.
Il est originaire de Paphlagonie, au sein d'une famille de changeur de monnaies, un métier alors mésestimé. Il a de nombreux frères dont deux, Georges et Constantin, sont eunuques comme lui. Il se rend à Constantinople où il entre au service de l'empereur Basile II, comme protonotaire. Il sert ensuite Romain III Argyre dont il gagne rapidement la confiance, après avoir été orphanotrophe, soit responsable de l'orphelinat de la ville. Sous Romain III, il acquiert une place de premier plan comme conseiller du souverain et il en profite pour introduire ses frères dans la capitale, dont le jeune Michel, qui devient rapidement l'amant de l'impératrice Zoé Porphyrogénète. Quand Romain III meurt en 1034, dans des circonstances troubles, Zoé s'unit immédiatement à Michel et lui permet de devenir empereur. Jean l'Orphanotrophe devient rapidement l'équivalent de son premier ministre, dans le cadre d'un régime largement basé sur les membres de la famille proche de Michel IV.
Sous Michel IV, Jean l'Orphanotrophe exerce une influence déterminante sur l'administration intérieure. Certains chroniqueurs, notamment Jean Skylitzès, estiment que Michel ne règne que de nom et que la réalité du pouvoir est détenue par son frère. En réalité, l'empereur est actif, surtout en matière diplomatique et militaire. Il gagne une réputation de cupidité par une politique fiscale rigoureuse et il est régulièrement décrit comme sans scrupule mais aussi porté sur la boisson. Il écarte très vite Zoé, confinée dans le Palais impérial, au point que l'impératrice tente de le faire empoisonner, sans succès. Il combat de nombreuses conspirations qui tirent leur origine de la faible légitimité des Paphlagoniens, nouveaux venus sans liens avec les grandes familles byzantines. Il exile notamment le duc d'Antioche, Constantin Dalassène, remplacé par un de ses parents.
À la mort de Michel IV en 1041, Jean fait adopter par l’impératrice Zoé son neveu, Michel Calaphatès, qui devient empereur sous le nom de Michel V le Calfat.
Quelques jours après son avènement Michel V, désireux d’imposer son pouvoir, fait arrêter Jean et le déporte en 1041 au monastère de Monobate. Le 2 mai 1043 l'Orphanotrophe est aveuglé, probablement à l'instigation de Michel Ier Cérulaire, nouvellement patriarche de Constantinople. Il meurt le  13 mai suivant.